# Episodi di Chasing Life (prima stagione)
La prima stagione della serie televisiva Chasing Life è stata trasmessa dal 10 giugno 2014 al 23 marzo 2015 su ABC Family
In Italia la serie è stata interamente pubblicata sulla piattaforma Infinity a partire dalla seconda decade di luglio 2015. Per quanto riguarda la trasmissione televisiva, è andata in onda dal 4 settembre 2015 al 15 gennaio 2016 in anteprima assoluta sul canale pay Premium Stories di Mediaset Premium.
| n  | Titolo originale                           | Titolo italiano                 | Prima TV USA     | Prima TV Italia   |
| -- | ------------------------------------------ | ------------------------------- | ---------------- | ----------------- |
| 1  | Pilot                                      | Il segreto                      | 10 giugno 2014   | 4 settembre 2015  |
| 2  | Help Wanted                                | In cerca di aiuto               | 18 giugno 2014   | 4 settembre 2015  |
| 3  | Blood Cancer Sex Carrots                   | Amore e succo di carote         | 25 giugno 2014   | 11 settembre 2015 |
| 4  | I'll Sleep When I'm Dead                   | Non è tempo di dormire          | 2 luglio 2014    | 18 settembre 2015 |
| 5  | The Family That Lies Toge                  | Le bugie di famiglia            | 9 luglio 2014    | 25 settembre 2015 |
| 6  | Clear Minds, Full Lives, Can't Eat!        | Senza perdere un attimo di vita | 16 luglio 2014   | 2 ottobre 2015    |
| 7  | Unplanned Parenthood                       | Il legame inaspettato           | 23 luglio 2014   | 9 ottobre 2015    |
| 8  | Death Becomes Her                          | Di fronte alla morte            | 29 luglio 2014   | 16 ottobre 2015   |
| 9  | What to Expect When You're Expecting Chemo | Aspettando la chemio            | 5 agosto 2014    | 23 ottobre 2015   |
| 10 | Finding Chemo                              | L'inizio della cura             | 12 agosto 2014   | 30 ottobre 2015   |
| 11 | Locks of Love                              | L'ultimo desiderio              | 9 dicembre 2014  | 6 novembre 2015   |
| 12 | Next April                                 | Il risveglio                    | 19 gennaio 2015  | 13 novembre 2015  |
| 13 | Guess Who's Coming to Donate?              | Il donatore                     | 26 gennaio 2015  | 20 novembre 2015  |
| 14 | Cancer Friends with Benefits               | La cena di addio                | 2 febbraio 2015  | 27 novembre 2015  |
| 15 | April Just Wants to Have Fun               | Un po' di leggerezza            | 9 febbraio 2015  | 4 dicembre 2015   |
| 16 | The Big Leagues                            | Per sempre                      | 16 febbraio 2015 | 11 dicembre 2015  |
| 17 | Model Behavior                             | Comportamento esemplare         | 23 febbraio 2015 | 18 dicembre 2015  |
| 18 | Rest in Peace                              | Riposa in pace                  | 2 marzo 2015     | 25 dicembre 2015  |
| 19 | Life, Actually                             | Sicuramente la vita             | 9 marzo 2015     | 1º gennaio 2016   |
| 20 | No News Is Bad News                        | La brutta notizia               | 16 marzo 2015    | 8 gennaio 2016    |
| 21 | One Day                                    | Licenziamenti                   | 23 marzo 2015    | 15 gennaio 2016   |